# RAB6C
RAB6C‏ (RAB6C, member RAS oncogene family) هوَ بروتين يُشَفر بواسطة جين RAB6C في الإنسان.